# Dongfeng Motor Corporation
Dongfeng Motor Corporation er en kinesisk personbils- og lastbilsproducent, der producerer biler med mærket Dongfeng eller DFG. Navnet Dongfeng betyder østenvind.
Dongfeng Motor har et salg der nærmer sig 180.000 lastbiler om året. Firmaet regnes for verdens tredjestørste lastbilproducent.
I 2005 startede Dongfeng Motor et joint-venture-samarbejde med europæiske Renault, der vil tilføre ca 20.000.000 euro og knowhow til firmaet for at komme i gang på det kinesiske marked.